# Urumi
Urumi är en typ av vapen som till viss del liknar ett svärd men har ett böjbart blad.
Detta vapen används bland annat i en kampsportsform i södra Indien kallad Kalaripayatt.